# Mozaika
«Mozaika» — дебютный сольный альбом российского рэп-исполнителя Словетского, вышедший 8 июля 2012 года. В альбом вошла двадцать одна композиция.
В поддержку альбома были выпущены клипы на песни «С Ней», «Москва-Москва», «Барцуха», «Морячок», «Любитель». Также был снят видеоряд к неполной версии песни «Опечаленный», которая была представлена как промо Словетского к мероприятию «HHAS-12».

## Список композиций
| №   | Название                           | Текст песни                     | Музыка          | Длительность |
| --- | ---------------------------------- | ------------------------------- | --------------- | ------------ |
| 1.  | «Вход»                             | Slovetskii                      | Ноггано         | 1:23         |
| 2.  | «Москва-Москва»                    | Slovetskii                      | Внешний Вальтер | 3:39         |
| 3.  | «Agent Provocateur»                | Slovetskii                      | Daffy           | 2:39         |
| 4.  | «Зазасиял»                         | Slovetskii                      | Ноггано         | 5:06         |
| 5.  | «Пока на льду» (уч. Ноггано)       | Slovetskii, Ноггано             | Ноггано         | 3:54         |
| 6.  | «Морячок»                          | Slovetskii                      | DLSound prod.   | 4:32         |
| 7.  | «Совсем розовый» (уч. Banuma)      | Slovetskii, Banuma              | ЭфдиВадим       | 5:09         |
| 8.  | «Любитель»                         | Slovetskii                      | Ноггано         | 3:57         |
| 9.  | «Часть 4-я» (уч. Тато)             | Slovetskii, Тато                | Бродячий Цирк   | 4:03         |
| 10. | «Слышишь?»                         | Slovetskii                      | DJ Nik-One      | 2:51         |
| 11. | «Непобедимые»                      | Slovetskii                      | Смоки Мо        | 3:34         |
| 12. | «По душам» (уч. Митя Северный)     | Slovetskii, Митя Северный       | SuddenBeatz     | 4:08         |
| 13. | «Плюнуть»                          | Slovetskii                      | Ноггано         | 3:08         |
| 14. | «Самый Дмб»                        | Slovetskii                      | Смоки Мо        | 5:16         |
| 15. | «Звёзды» (уч. Настя Попова, Daffy) | Slovetskii, Настя Попова, Daffy | ЭфдиВадим       | 4:26         |
| 16. | «Барцуха»                          | Slovetskii                      | SuddenBeatz     | 3:42         |
| 17. | «Опечаленный»                      | Slovetskii                      | Артём Исупов    | 2:21         |
| 18. | «Panerai Pt.3»                     | Slovetskii                      | Two Man Pro     | 5:18         |
| 19. | «Ящеры»                            | Slovetskii                      | Daffy           | 3:39         |
| 20. | «С Ней» (уч. Daffy)                | Slovetskii, Daffy               | Daffy           | 3:17         |
| 21. | «Выход»                            | Slovetskii                      | Ноггано         | 0:03         |

## Принимали участие
- Ноггано
- Banuma
- Тато (гр. «Три Кита»)
- Митя Северный (гр. «Константа»)
- Настя Попова
- Daffy (гр. «12 Пакетов»)

## Над альбомом работали
| - Слова: Slovetskii (1-21), Ноггано (5), Banuma (7), Тато (9), Митя Северный (12), Настя Попова (15), Daffy (15, 20) | - Музыка: Ноггано (1, 4, 5, 8, 13, 20), Внешний Вальтер (2), Daffy (3, 19, 21), DLSound prod. (6), ЭфдиВадим (7, 15), Бродячий Цирк (9), DJ Nik-One (10), Сведение: Daffy, Мастеринг: Лёня Джей, Оформление: Валерий Федаш, Фото: Виталий Кривцов (PHOTORAMA), Владислав Трошин | Музыка (продолжение): Смоки Мо (11, 14), SuddenBeatz (12, 16), Артём Исупов (17), Two Man Pro (18) |

## Рецензии
По всем признакам альбом мог бы стать прорывным, взлетной площадкой для Словетского. Но ведь, кажется, что нет такой реакции, которая должна быть на "тот самый первый альбом"? Да, сложновато закручивает, да, ищет ритм там, где его быть не может, да, длинновата пластинка, неконцертная. И тема фартовых и душевных не всем интересна сейчас. Но если развить мысль журнала Forbes, который считает, что на Газе выпускают "диски певцов рэпа и хип-хопа", то Словетский - рэпа и хип-хопа большой поэт, а поэзия давно не в чести.
— так Руслан Муннибаев заканчивает свою рецензию на Rap.ru.